# Нонн, Хельмут
Хельмут Нонн (нем. Helmut Nonn; 18 октября 1933, Мюльхайм-ан-дер-Рур, Германия — 12 ноября 2024) — немецкий хоккеист (хоккей на траве), защитник. Бронзовый призёр летних Олимпийских игр 1956 года.

## Биография
Хельмут Нонн родился 18 октября 1933 года в немецком городе Мюльхайм-ан-дер-Рур.
Играл в хоккей на траве за «Уленхорст» из Мюльхайма-ан-дер-Рур. В его составе шесть раз выигрывал чемпионат ФРГ (1954—1955, 1957—1958, 1960, 1964).
23 октября 1955 года удостоен высшей спортивной награды ФРГ — «Серебряного лаврового листа».
В 1956 году вошёл в состав сборной ОГК по хоккею на траве на Олимпийских играх в Мельбурне и завоевал бронзовую медаль. Играл на позиции защитника, провёл 5 матчей, мячей не забивал.
В 1960 году вошёл в состав сборной ОГК по хоккею на траве на Олимпийских играх в Риме, занявшей 7-е место. Играл на позиции защитника, провёл 3 матча, мячей не забивал.
В 1956—1964 годах провёл 50 матчей за сборную ФРГ.
В 1981—1988 годах был председателем «Уленхорста», с 1989 года — почётный председатель.
Умер 12 ноября 2024 года в возрасте 91 года.

## Семья
Младший брат Хельмута Нонна Вольфганг Нонн (1935—1959) также играл за сборную ФРГ по хоккею на траве, в 1956 году играл вместе с ним на летних Олимпийских играх в Мельбурне и завоевал бронзу.